# Jānis Timma
Jānis Timma, né le 2 juillet 1992 et mort le 17 décembre 2024, est un joueur letton de basket-ball. Il évolue aux postes d'arrière et d'ailier.

## Carrière
Timma est nommé meilleur jeune joueur de la VTB United League à l'issue de la saison 2014-2015.
En juin 2017, Timma signe un contrat de trois ans avec le Saski Baskonia.
En juillet 2018, il rompt son contrat avec le Saski Baskonia et rejoint l'Olympiakós, un club grec, pour deux ans.
En mars 2019, Timma, qui ne joue plus à l'Olympiakós, est prêté jusqu'à la fin de la saison au BC Khimki Moscou. En juin, Timma signe un contrat de deux ans avec le Khimki.
Le 17 décembre 2024, il est retrouvé mort au pied d'un immeuble à Moscou.